# Alexandru Tudose
Alexandru Tudose (Galați, 3 aprile 1987) è un ex calciatore rumeno, di ruolo difensore.

## Carriera

### Club
Ha giocato nella massima serie dei campionati rumeno ed ucraino.